# Chelonus hyalinus
Chelonus hyalinus är en stekelart som beskrevs av Mccomb 1968. Chelonus hyalinus ingår i släktet Chelonus och familjen bracksteklar. Inga underarter finns listade i Catalogue of Life.